# Okręty podwodne typu X
Okręty podwodne typu X – typ niemieckich okrętów podwodnych (U-Bootów) z okresu II wojny światowej. Zostały zaprojektowane jako oceaniczne stawiacze min, ale wykorzystywano je również jako okręty zaopatrzeniowe i transportowe.

## Historia
Wstępny projekt dużych podwodnych stawiaczy min dla Kriegsmarine, wzorowanych na typie UE II z czasów I wojny światowej, powstał w 1938 roku pod oznaczeniem typ X A. Okręty te miały być zdolne do przenoszenia nowo zaprojektowanych min morskich typu SMA. Na bazie typu X A powstał w stoczni Krupp Germaniawerft w Kilonii ostateczny projekt okrętu, oznaczony symbolem X B. Były to największe (wyporność pełna 2710 ton) U-Booty zaprojektowane i zbudowane dla niemieckiej marynarki wojennej. Stępkę pod pierwszy okręt typu: U-116, położono 1 lipca 1939 roku, a wejście okrętu do służby nastąpiło 26 lipca 1941 roku. Ogółem w Krupp Germaniawerft zbudowano do 1944 roku osiem jednostek. Sześć z nich zostało utraconych w trakcie działań wojennych.

## Opis konstrukcji
Okręty podwodne typu X były oceanicznymi, dwukadłubowymi jednostkami o całkowitej długości 89,8 m i długości kadłuba sztywnego 70,9 m. Ich napęd w marszu na powierzchni stanowiły dwa silniki wysokoprężne Germaniawerft F 46 a 9 pu o krótkotrwałej mocy maksymalnej 2400 KM każdy. Pod wodą okręty napędzane były przez dwa silniki elektryczne firmy AEG o mocy po 550 KM. Zabierany zapas paliwa zapewniał zasięg 18 450 mil morskich przy prędkości 10 węzłów na powierzchni. Korzystając z silników elektrycznych okręt typu X mógł przebyć pod wodą 188 Mm przy prędkości 2 w. W 1944 roku dwa okręty: U-219 i U-234 wyposażono w chrapy.
Głównym uzbrojeniem okrętów były miny morskie typu SMA. Były to miny magnetyczne o masie całkowitej 1600 kg, posiadające 350 kg ładunku wybuchowego. Można je było stawiać na wodach o głębokości maksymalnej 500 m. Okręty typu X mogły zabierać na pokład 66 min SMA, przewożonych w szachtach minowych: sześciu dla trzech min w części dziobowej jednostek oraz dwudziestu czterech dla dwóch min rozmieszczonych po dwanaście na obu burtach na śródokręciu. W rejsach transportowych w szachtach minowych mocowane były specjalne zasobniki do przewozu ładunków. W odróżnieniu od pozostałych typów U-Bootów, Typ X miał zainstalowane tylko dwie wyrzutnie torpedowe na rufie. Na każdą jednostkę można było załadować do 15 torped, z których sześć znajdowało się w wodoszczelnych i ciśnienioodpornych pojemnikach na pokładzie. Uzbrojenie uzupełniało działo kal. 105 mm oraz działka przeciwlotnicze kal. 37 mm i 20 mm. W późniejszym okresie wojny na ocalałych jednostkach zdemontowano działo, instalując w jego miejsce wzmocnione uzbrojenie przeciwlotnicze, zaś na U-219 i U-220 dodatkowy pojemnik na torpedę.

## Lista okrętów typu X
- U-116 – zaginął po 6 października 1942 w niewyjaśnionych okolicznościach na północnym Atlantyku
- U-117 – zatopiony 7 sierpnia 1943 na północnym Atlantyku przez samoloty z lotniskowca eskortowego USS „Card”
- U-118 – zatopiony 12 czerwca 1943 w pobliżu Wysp Kanaryjskich przez samoloty z lotniskowca eskortowego USS „Bogue”
- U-119 – zatopiony 24 czerwca 1943 w Zatoce Biskajskiej przez slup HMS „Starling”
- U-219 – po kapitulacji III Rzeszy przejęty przez marynarkę japońską jako I-505, skapitulował przed Aliantami w Batawii w sierpniu 1945 roku
- U-220 – zatopiony 28 października 1943 na północnym Atlantyku przez samoloty z lotniskowca eskortowego USS „Block Island”
- U-233 – zatopiony 5 lipca 1944 w pobliżu Halifaksu przez niszczyciele eskortowe USS „Baker” i USS „Thomas”
- U-234 – płynąc z ładunkiem surowców strategicznych i materiałów wojskowych (m.in. 560 kg tlenku uranu) do Japonii 14 maja 1945 roku poddał się okrętom amerykańskim